# Knepp Wildland

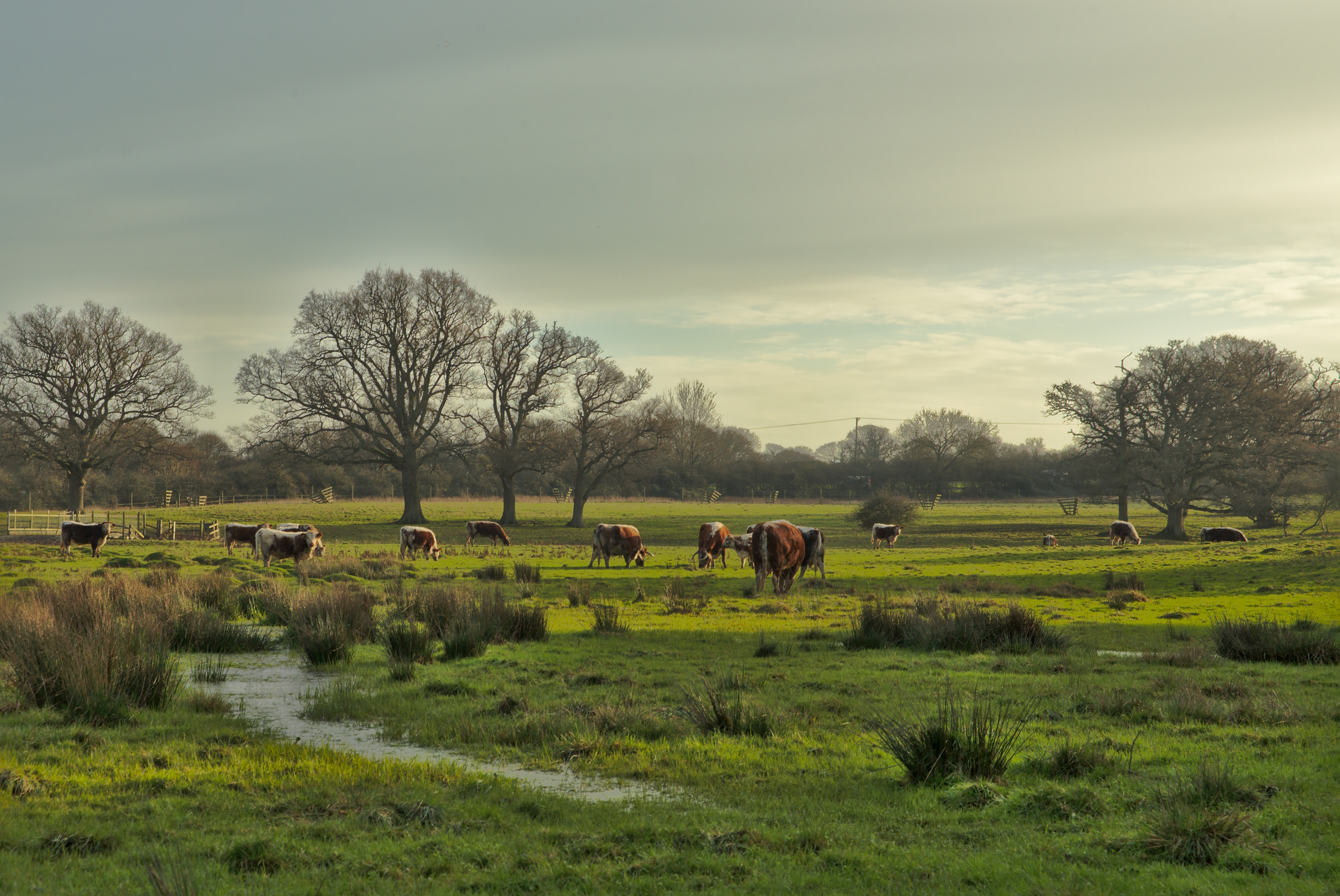
English Longhorns im Knepp Wildland (2020)

Das Knepp Wildland (Aussprache „Knepp“: ˈnæp) ist ein Rewilding-Projekt auf dem Gelände der Knepp (Castle) Estate, den Ländereien der Knepp Castle im englischen West Sussex. Das von Charles Burrell, 10. Baronet, und Isabella Tree geleitete Unternehmen kombiniert das Rewilding-Konzept in Form eines natürlichen Verwildernlassens der Landschaft mit landwirtschaftlichen und touristischen Strukturen.
In den 1990er-Jahren erwies sich die langjährige konventionelle, intensive Landwirtschaft auf der Knepp Estate immer mehr als unrentabel. Die beiden Eigentümer entschieden sich deshalb, zu einer extensiven Landnutzung zu wechseln. Inspiriert durch die Arbeiten Frans Veras stellten sie menschliche Eingriffe in die Umwelt ein und bauten vorhandene Eingriffe so weit wie möglich zurück. In das in drei Projektblöcke gegliederte Gebiet wilderten sie verschiedene Nutztierarten aus, die nach ihrer Ähnlichkeit mit prähistorischen Schlüsselarten ausgewählt worden waren. Während überschüssige Tiere der Fleischproduktion zugeführt wurden, bauten Burrell und Tree eine touristische Infrastruktur auf, um den Betrieb wirtschaftlich zu stützen.
Das Projekt erwies sich als wirtschaftlich rentabel, auch weil die Einnahmen aus dem Tourismus und Subventionen den Umsatz des Projektes erhöhten. Gleichzeitig entstand ein artenreiches Mosaik verschiedener Biotope. Bekannt ist das Projekt für seine herausragenden Populationen von Nachtigallen, Turteltauben und Großen Schillerfaltern. 2020 brütete dort das erste Weißstorchpaar im Vereinigten Königreich seit 600 Jahren. Ungeachtet von Kritik aus verschiedenen Richtungen entwickelte sich das Knepp Wildland zu einem der renommiertesten Rewilding-Projekte des Landes, unterstützt durch ein Buch von Isabella Tree (Wilding, 2018) und mehreren Erwähnungen in Dokumentarfilmen David Attenboroughs. Neben seinen Impulsen für den Naturschutz wird das Projekt in einer Pionierrolle bei der Verbindung von Landwirtschaft und Naturschutz gesehen.

## Knepp Estate

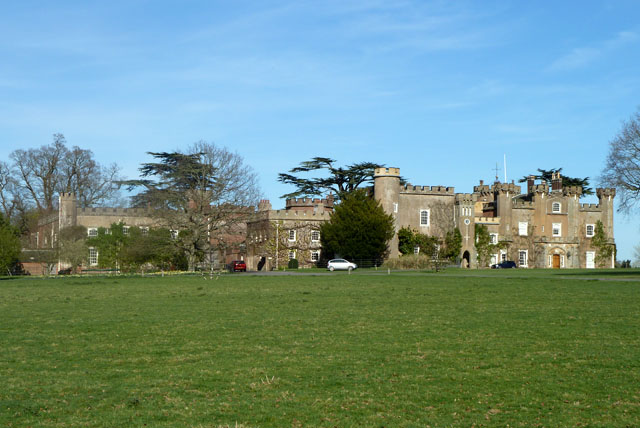
Das Landhaus Knepp Castle aus dem 19. Jahrhundert bildet das Zentrum des Knepp Estates (2011)

Die Knepp Estate liegt knapp 70 Kilometer südlich von London im südenglischen West Sussex größtenteils im Civil Parish von Shipley beziehungsweise teilweise in der Gemarkung von West Grinstead. Die Ländereien sind etwa 3500 Acre bzw. 1400 Hektar groß. Direkt durch das Gut verläuft der Western Adur, einer der beiden Oberläufe des River Adur, sowie der Lancing Brook, ein Nebenfluss des Western Adurs. Zusammengenommen beträgt die Länge der Wasserläufe auf der Knepp Estate etwas mehr als zwei Kilometer. Daneben existieren einige Teiche wie der zentrale große Kneppmill Pond und der südwestlicher gelegene, etwas kleinere Hammer Pond. Sogenannte Laggs lassen sich auf der Knepp Estate ebenfalls finden. Geologisch gehört das Areal zum Low Weald, einer peripheren Region des Weald, die besonders durch Tonböden gekennzeichnet ist. Solche Böden lassen sich schlecht entwässern und sind starken jahreszeitlichen Veränderungen in der Konsistenz unterworfen. Daher ist der Boden auf der Knepp Estate aus landwirtschaftlicher Sicht ein sogenannter Grenzertragsboden, also eine kaum ertragreiche Bodenart.

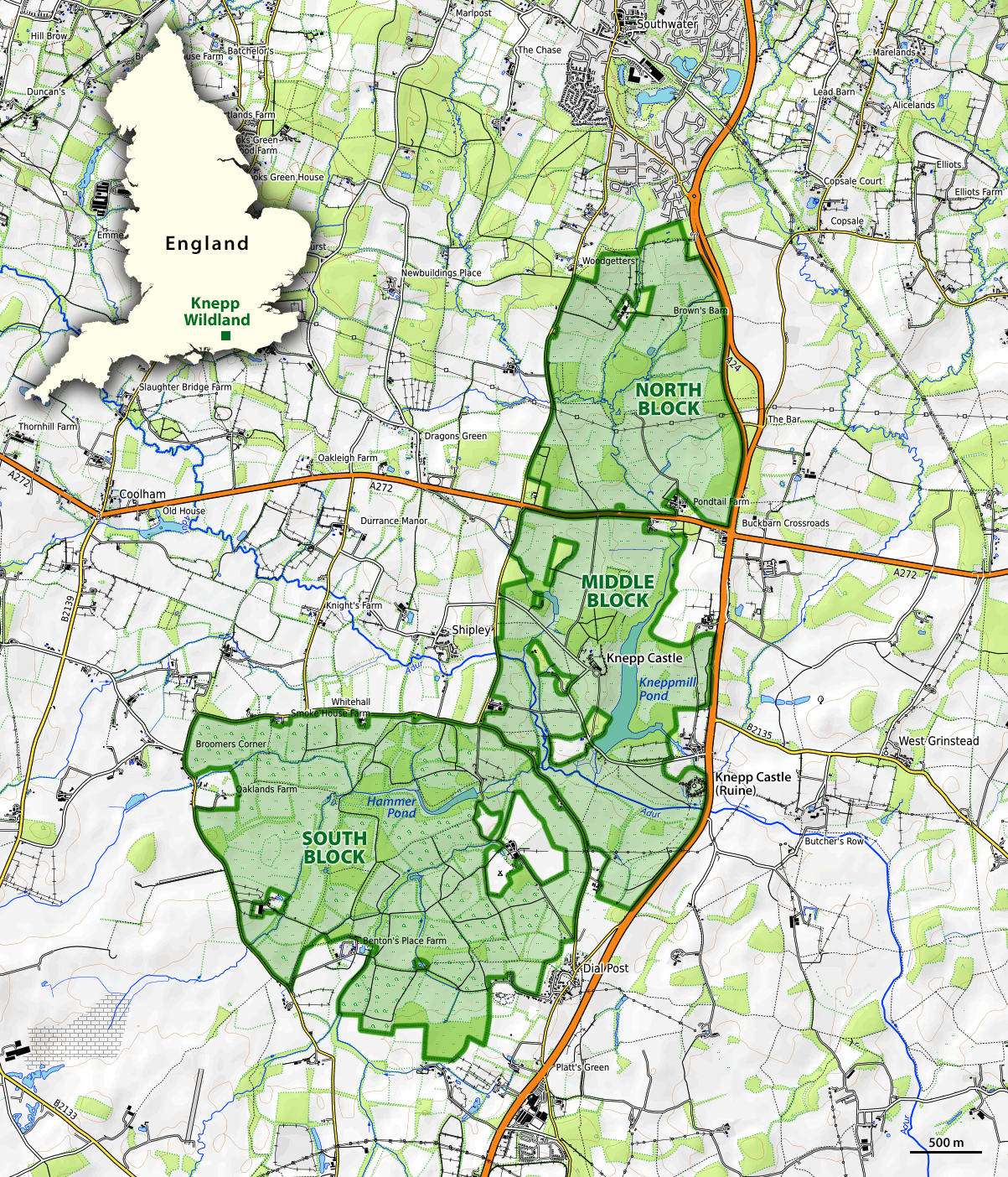
Karte des Knepp Wildlands mit eingezeichneter Gebietsaufteilung (nach Knepp Estate 2011)

Der historische Ursprung der Knepp Estate liegt in einem mittelalterlichen deer park Johann Ohnelands, einem speziell eingerichteten Stück Land für die Hirschjagd. Das Areal gehörte damals zur Knepp Castle, die im 11. Jahrhundert errichtet und 1726 zerstört wurde. Heute bildet ein gleichnamiges, im frühen 19. Jahrhundert errichtetes Landhaus das Zentrum der Ländereien, das in einem etwa zur gleichen Zeit von Humphry Repton gestalteten Schlosspark liegt (auch Repton Park). Seit dem späten 18. Jahrhundert ist das Anwesen im Besitz der Familie der Burrell baronets; aktueller Eigentümer ist seit Mitte der 1980er-Jahre Charlie Burrell, seit 2008 10. Baronet. Nach Aufgabe des deer park und einer zeitweiligen Ansiedlung eines eisenverarbeitenden Betriebs wurden die Ländereien lange Zeit landwirtschaftlich zum Betrieb einer Milchproduktion genutzt, aber auch zum Anbau verschiedener Getreidesorten. Trotz der geologischen Nachteile wurde die Landwirtschaft auf der Knepp Estate besonders ab dem Zweiten Weltkrieg intensiv betrieben, wenngleich die historische Flurgestaltung mit zahlreichen durch Hecken separierten Weide- und Ackerflächen erhalten blieb.
Die Ländereien der Knepp Castle bildeten die Grundlage für das heutige Knepp Wildland. Das Gebiet des Projektes wird in drei separate Bereiche unterteilt: den sogenannten Middle Block mit dem Schlosspark rund um die Knepp Castle, den North Block nördlich davon und den South Block im Süden der Ländereien. Das Projektgebiet umfasst nicht alle Teile der Ländereien, ist also kleiner als das gesamte Gebiet der Knepp Estate. Die Größe des Projektes wird in den Quellen unterschiedlich beziffert: Der Journalist Ralf Stork gab für spektrum.de „rund 1000 Hektar“ an, ein Bericht der englischen Forestry Commission spricht dagegen von einem Projektgebiet von 1100 Hektar. Der dänische Autor Rune Engelbreth Larsen bezifferte 2020 die Teilgrößen der einzelnen Projektblöcke und kam so auf eine Gesamtgröße von knapp 950 Hektar. Das gesamte Projektgebiet ist umzäunt, die einzelnen Teilbereiche sind durch Straßen voneinander getrennt.

## Prinzip

### Ansatz
Nach seiner Übernahme des Betriebes führte Charlie Burrell die Knepp Estate zusammen mit seiner Ehefrau Isabella Tree zunächst als konventionelle Landwirtschaft fort. Die Beschaffenheiten des Areals erschwerten allerdings eine rentable, moderne und konventionelle Landwirtschaft. Zunächst versuchten Burrell und Tree über eine Erweiterung der Ackerflächen die Erträge zu steigern, auch sogenannte Agrochemikalien setzten sie ein. Gleichzeitig vermarkteten sie ihre landwirtschaftlichen Produkte unter eigenen Markennamen. Burrell unterhielt so insgesamt 2000 acre Ackerland, eine Rinderherde mit 600 Kühen sowie einige Schafe. Trotz allem machte die Farm weiterhin nur selten Gewinne; die stetige Beschaffung von Agrochemikalien und der Unterhalt der Landtechnik führten sogar zu neuen finanziellen Problemen. Den Besitzern schien es unmöglich, auf rentable Weise auf dem Gelände eine konventionelle Landwirtschaft zu führen. Zudem offenbarten sich erste ökologische Folgen der intensiven Landnutzung: 1999 bescheinigte der Waldforscher Ted Green dem Baumbestand der Knepp Estate einen schlechten Zustand, die Nutzung von Agrochemikalien und die intensive Landnutzung hatten die Mykorrhiza der Bäume stark in Mitleidenschaft gezogen. Ferner drohte einer der Teiche auf dem Anwesen durch die Kanalisierung der Wasserwege zu versanden.
Vor diesem Hintergrund entschieden sich Burrell und Tree, aus der intensiven, konventionellen Landwirtschaft aus- und stattdessen auf eine extensive Landnutzung umzusteigen. Startpunkt des Projektes war die geplante Sanierung des Schlossparkes, wodurch zunächst dort einige große Grasfresser ausgewildert werden sollten, um die Parklandschaft auf natürliche Weise zu pflegen. Auf der Suche nach einer Idee für die zukünftige Gestaltung des Betriebes stießen Burrell und Tree auf die Arbeiten des niederländischen Ökologen Frans Vera, der durch das niederländische Schutzgebiet Oostvaardersplassen, aber auch durch die Megaherbivorenhypothese bekannt geworden war. Seine Arbeiten gründen sich auf der Theorie, dass grasfressende Tiere (Pflanzenfresser) in einer Landschaft ohne menschlichen Einfluss das völlige Verwalden verhindern und stattdessen eine relativ offene Naturlandschaft mit unterschiedlichen Biotopen entsteht. Dementsprechend habe es im prähistorischen Europa nicht vorrangig Wälder, sondern eher offene Graslandschaften gegeben. Inspiriert durch Veras Werk entwickelten Burrell und Tree für die Ländereien eine Zukunftsvision: Sämtliche Weiden und Äcker sollten brachgelegt und menschliche Eingriffe in die Natur auf ein Minimum reduziert werden. In der so entstehenden Wildnis sollten Nutztiere frei lebend gehalten werden. Das Fleisch überschüssiger Exemplare sollte zum einzigen landwirtschaftlichen Produkt der Knepp Estate werden. Ein konkretes Entwicklungsziel für die Landschaft bzw. die Natur im Allgemeinen sollte dabei nicht angestrebt werden. In einigen Punkten wurde Veras Ansatz damit für die Knepp Estate angepasst und gleichzeitig wurden von vornherein Fehler im Projektentwurf vermieden, die in Oostvaardersplassen aufgetreten waren (unter anderem das overgrazing, also ein zu großer Weidedruck, durch den es kaum mehr Nahrung gab und Tiere verhungerten).
Diese theoretischen Überlegungen wurden mit fachlichen Expertisen und ersten Planungen fortgeführt. Die praktische Umsetzung begann 2001.

### Auswilderung von Nutztieren
Kernbestandteil der Projektidee ist die Auswilderung verschiedener Nutztierarten. Die Auswahl dieser Arten erfolgte anhand der Ähnlichkeit mit prähistorischen Arten, die in der Naturlandschaft des heutigen Großbritannien in der Zeit vor dem Neolithikum heimisch waren. Sogenannte Schlüsselarten in Form großer Pflanzenfresser standen besonders im Visier des Projektes. Am Ende fiel die Wahl auf English Longhorns, Rothirsche, Damhirsche, Exmoor-Ponys und Tamworth-Schweine; hinzu kamen die auf dem Projektgebiet lebenden Rehe. Eine Auswilderung von Wildschweinen anstelle der Tamworth-Schweine war aufgrund gesetzlicher Bestimmungen nicht möglich. Perspektivisch beabsichtigt das Projekt auch die Auswilderung von Wisenten. Nach der Auswilderung wurden die Tiere das ganze Jahr weitgehend sich selbst überlassen, abgesehen von jährlichen Besuchen eines Tierarztes. Im Falle eines harten Winters würde zugefüttert werden. Hier unterscheidet sich der Ansatz des Knepp Wildlands von den Arbeiten Frans Veras in Oostvaardersplassen, der ein Prinzip keiner menschlichen Eingriffe propagiert hatte.

Nutztiere auf der Knepp Estate (Auswahl)
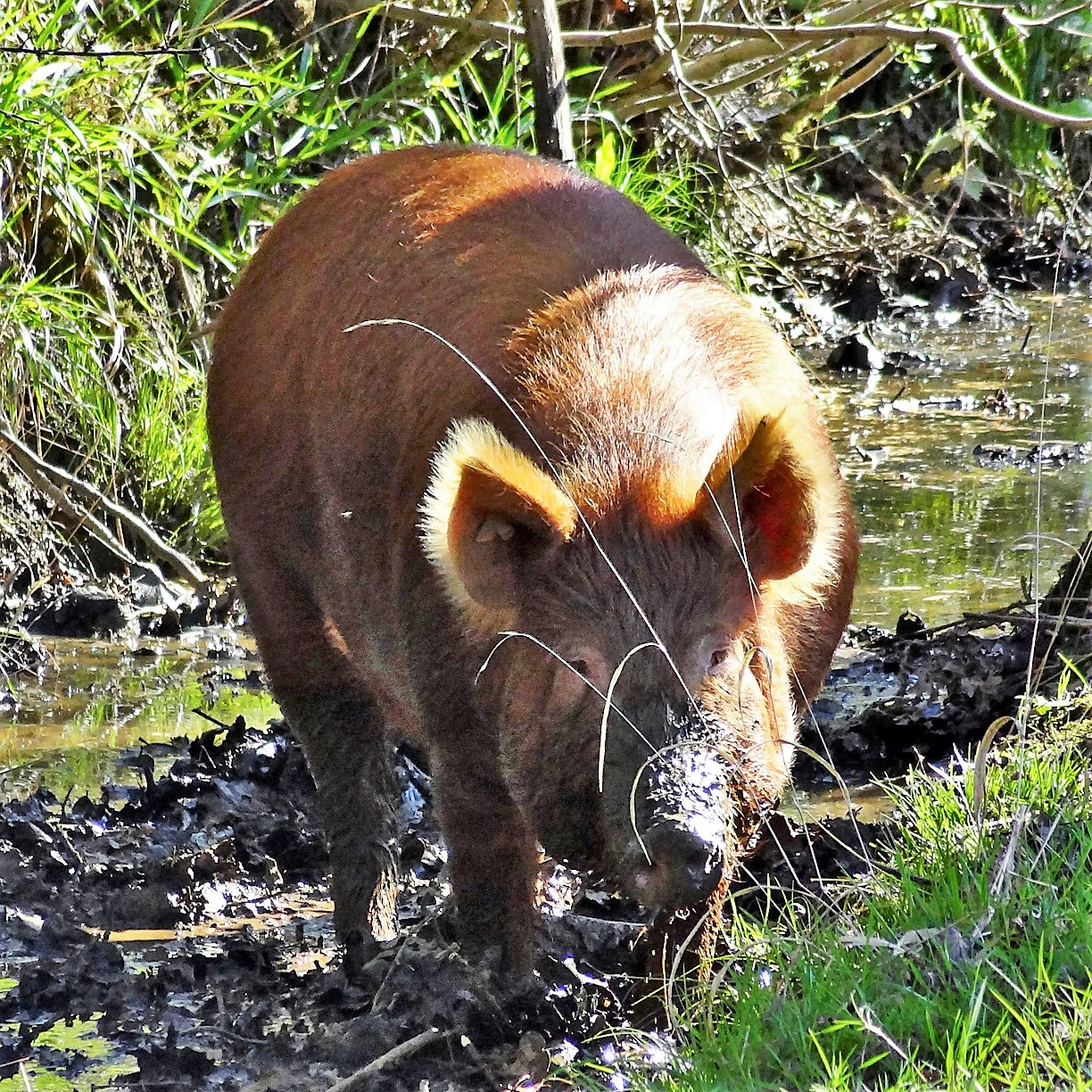
Tamworth-Schwein (2020)
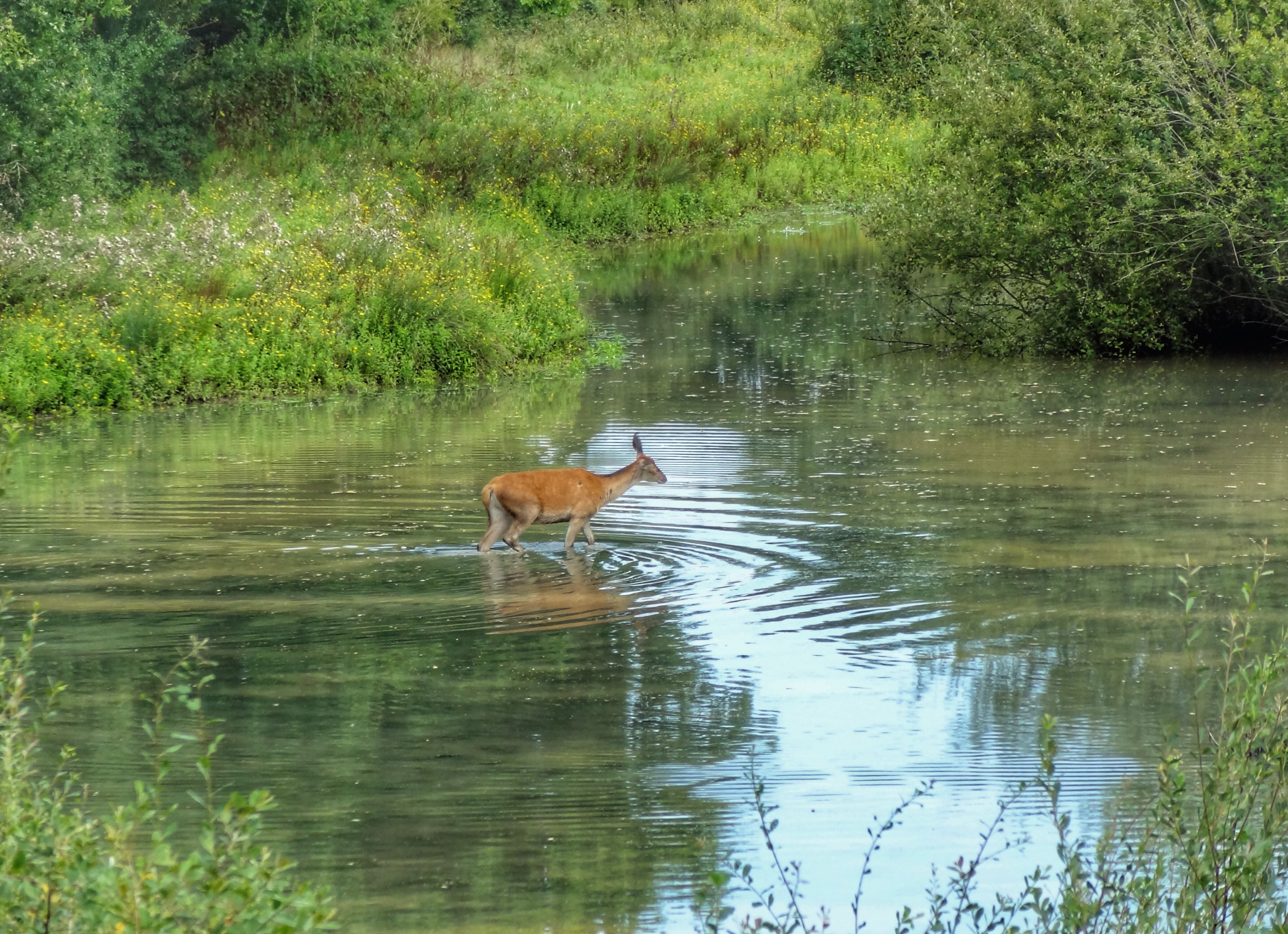
Reh (2017)
Exmoor-Ponys (2021)
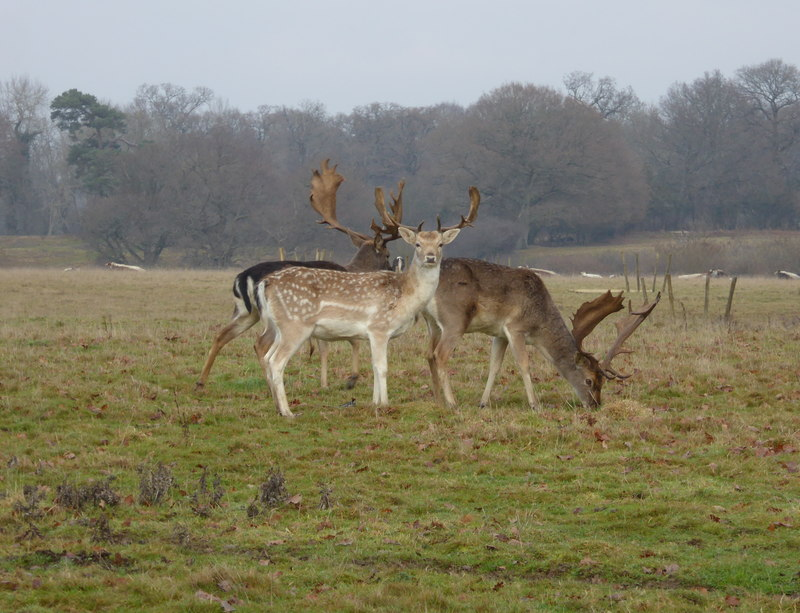
Damhirsche (2016)
English Longhorns (2021)

2001 wurde der Repton Park im Middle Block auf eine Auswilderung der Nutztiere vorbereitet und 2002 wurden erste Damhirsche ausgewildert, gefolgt von English Longhorns und Exmoor-Ponys im nächsten Jahr. 2004 wurde der Middle Block auf seine heutige Größe erweitert. In den folgenden Jahren wurden im Nordblock die Äcker brachgelegt und für das Rewilding vorbereitet. In größerem Maße ab 2003 wurden nach und nach auch die Felder im Südblock außer Betrieb genommen, ab 2009 konnte durch die Zusage einer finanziellen Förderung aus dem Higher Level Stewardship auch dort das Gelände für eine Auswilderung vorbereitet und diese umgesetzt werden. Vor der Auswilderung konnten somit die Felder im Südblock je nach Feld zwischen drei und acht Jahre ungestört verwildern. Nach Abschluss der Vorbereitung wurden auf dem Gebiet des Projektes weiteres Wild, Kühe, Pferde und Tamworth-Schweine ausgewildert. Teile des ausgewilderten Wildes entstammten dem Bestand des Petworth House. Die genaue Zusammensetzung der ausgewilderten Arten sowie das durchschnittliche Lebendgewicht pro Hektar unterscheidet sich zwischen den drei Blöcken. Mit einem Viehbesatz von 0,25 livestock units per hectare ist der Weidedruck auf der Knepp Estate insgesamt aber vergleichsweise gering.
|                                   | North Block                                                                                          | Middle Block                                                             | South Block                                                                                     |
| --------------------------------- | --- | ------------------------------------------------------------------------ | ----------------------------------------------------------------------------------------------- |
| Größe in Hektar                   | 215                                                                                                  | 283                                                                      | 450                                                                                             |
| Arten                             | • 108 English Longhorns geplant: • Rothirsche • Damhirsche • Rehe • Exmoor-Ponys • Tamworth-Schweine | • 290 Damhirsche • 81 English Longhorns • 42 Rothirsche • 6 Exmoor-Ponys | • 385 Damhirsche • 94 English Longhorns • 48 Rothirsche • 10 Exmoor-Ponys • 7 Tamworth-Schweine |
| Lebendgewicht in Kilogramm/Hektar | 250                                                                                                  | 237                                                                      | 185                                                                                             |

### Landschaftspflege

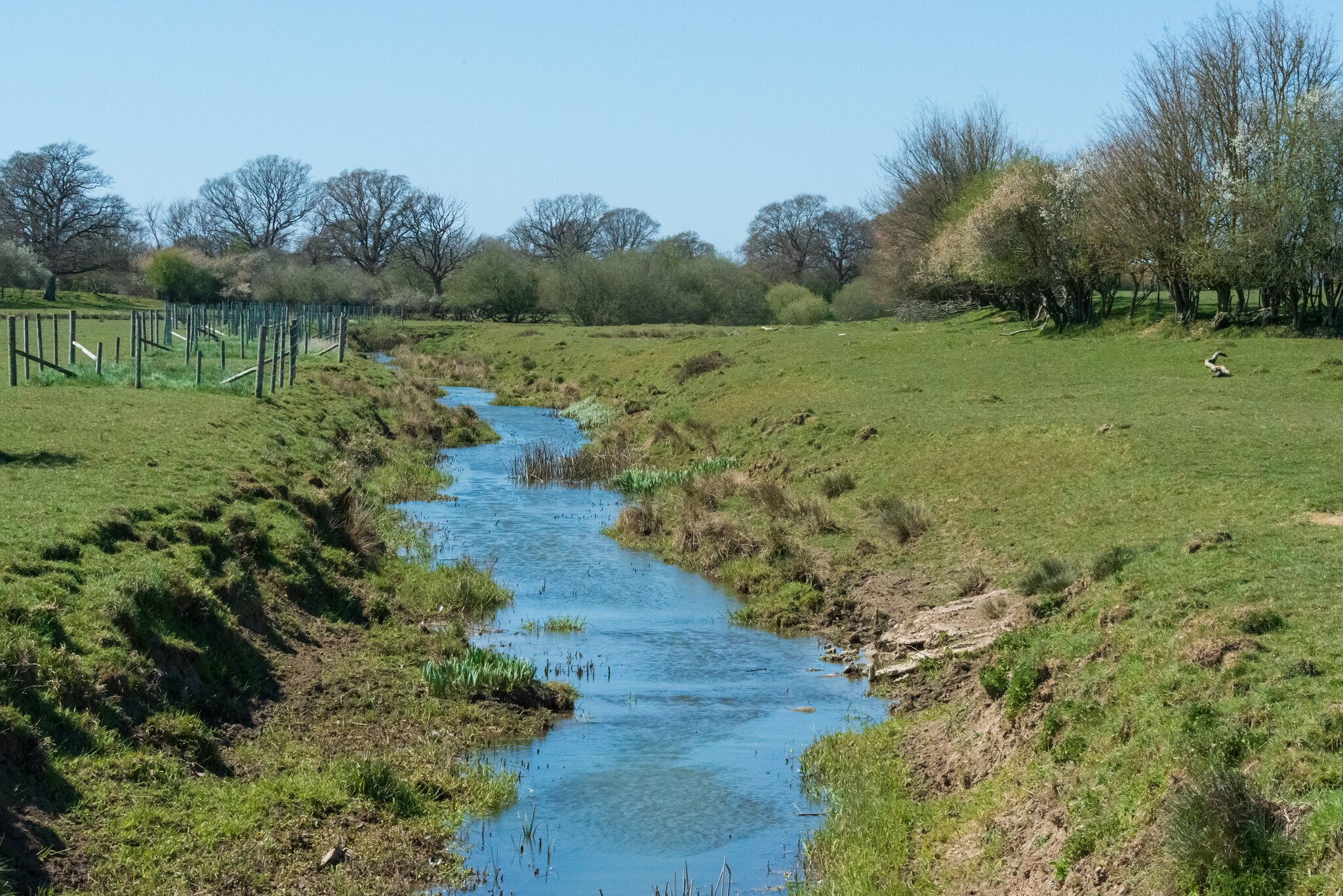
Renaturierte Abschnitte des Western Adur im Knepp Wildland (2021)

Die Entwicklung der Landschaft wurde vor der Auswilderung der Tiere durch einige vorbereitende Maßnahmen unterstützt. So wurden im Middle Block und im North Block auf den ehemaligen Äckern Gräser und Wildblumen ausgesät. Parallel wurden bestehende menschliche Eingriffe in die Natur so weit wie möglich verringert: Innerhalb der Projektblöcke wurden die meisten Einzäunungen entfernt, um den Tieren eine möglichst große Bewegungsfreiheit zu ermöglichen. Die kanalisierten Wasserwege wurden innerhalb des Projektgebiets renaturiert, darunter auch die Abschnitte des Western Adur. Begleitend zur Renaturierung wurden unter anderem Schwarz-Pappeln angepflanzt. Nach der Auswilderung wurden menschliche Eingriffe in die Landschaft weitgehend eingestellt. Die Landschaftsgestaltung obliegt gänzlich den ausgewilderten Tieren und natürlichen Prozessen. Beschränkt ist die Verwilderung nur im „Middle Block“, da der Schlosspark durch seine kulturhistorische Bedeutung dem Denkmalschutz unterliegt.
Im Herbst 2020 wurden in der Knepp Estate Europäische Biber ausgewildert. Es sind die ersten frei lebenden Biber in Sussex seit dem 16. Jahrhundert. Die vier zunächst im Rahmen einer fünfjährigen Testphase ausgewilderten Tiere sollen zu einer natürlichen Gestaltung der Landschaft beitragen. Da die Freilassung von Bibern zur Zeit der Auswilderung illegal war, wurde für das Auswilderungsprojekt ein zwei Hektar großes umzäuntes Gebiet eingerichtet. Die beiden zuerst ausgewilderten Biber brachen aus den eingerichteten Gehegen aus, einer starb nach wenigen Monaten. Eine zweite Auswilderung gab es im Februar 2022. Schon nach wenigen Monaten zeigte sich, dass die Biber den Flusslauf umgestaltet hatten. Während der Dürre 2022 hatte der Wasserlauf durch die Dammbauten der Biber einen wesentlich höheren Wasserpegel als umliegende Bäche.

### Ökonomische Grundlagen
Die Umsetzung des Projektes bedeutete in der ökonomischen Aufstellung des Betriebes einen großen Umbruch. Die traditionelle Milchwirtschaft und der Ackerbau wurden eingestellt, die landwirtschaftlichen Maschinen verkauft. Fast sämtliche landwirtschaftlichen Angestellten wurden entlassen, mit Ausnahme eines einzigen Viehhirten. Stattdessen ist die Knepp Estate nun auf die ausgewilderten Nutztiere ausgerichtet. Das Fleisch dieser Tiere ist das einzige landwirtschaftliche Produkt des Projekts, das somit ein reiner Viehwirtschaftsbetrieb geworden ist. Basis der Fleischproduktion auf der Knepp Estate sind Schätzungen, ob die Anzahl einer Nutztierart zu hoch ist und so das  Gleichgewicht zwischen Pflanzenfressern und Pflanzenwachstum gestört wird. Überschüssige Tiere werden gezielt gejagt, sodass die Funktion der Betreiber der Farm vergleichbar mit jener eines natürlichen Spitzenprädators ist. Das so gewonnene Fleisch wird als hochwertiges Fleisch und Wildbret zu marktüberdurchschnittlichen Preisen verkauft. Die jährliche Vertriebsmenge beläuft sich auf etwa 75 Tonnen Lebendgewicht. Verkauft wird über regionale Distributionswege; ein Großteil der Abnehmer sitzt in der britischen Hauptstadt London. Die mit der Fleischproduktion verbundenen menschlichen Eingriffe stellen ebenfalls einen Unterschied zu Frans Veras Ansatz dar.

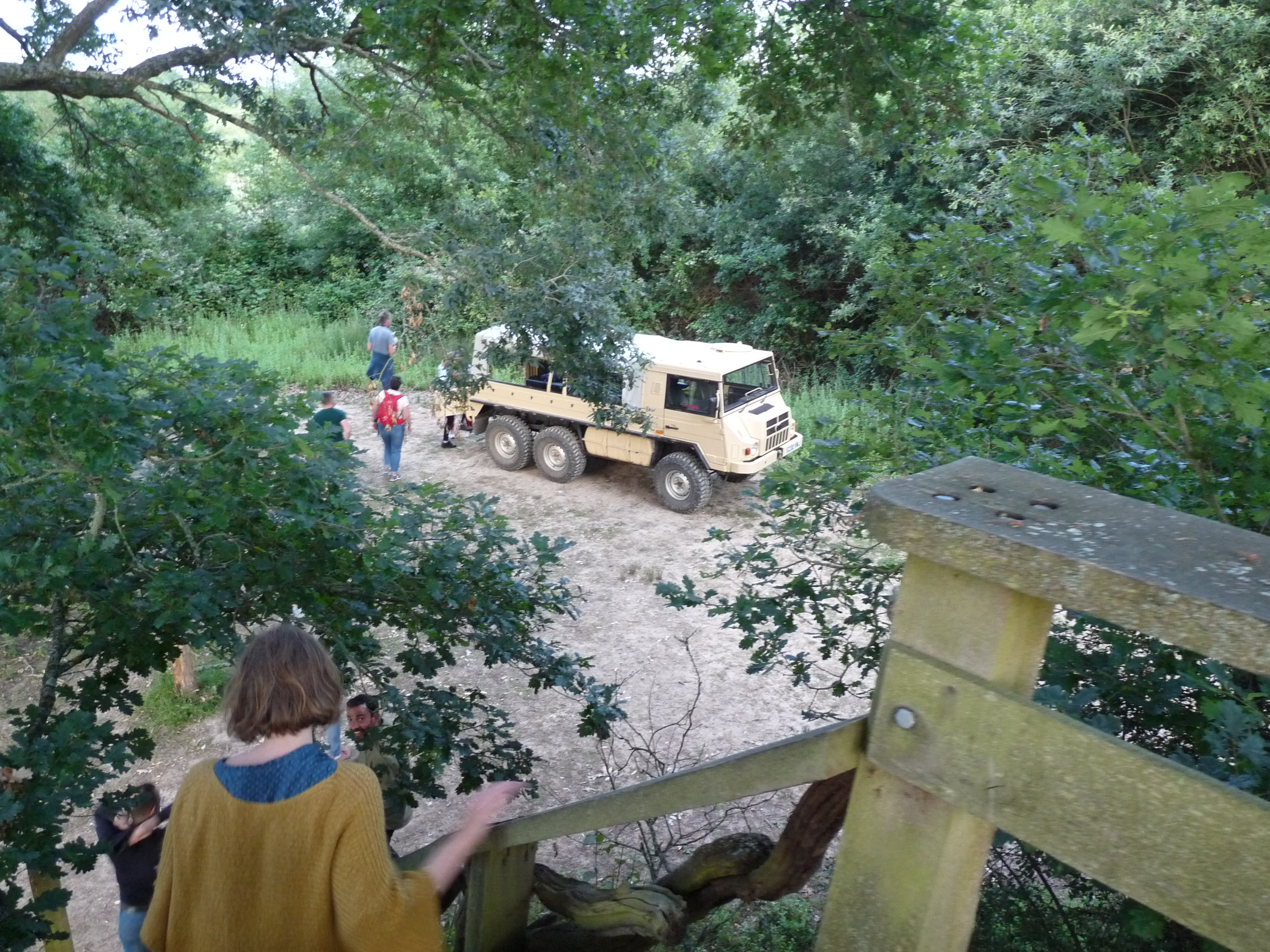
Eine Safari-Tour durch das Knepp Wildland (2019)

Während das Projekt seit Anfang der 2010er-Jahre unter dem Namen Knepp Wildland auftritt, wurden für den Fortbestand des Betriebs zusätzliche wirtschaftliche Grundlagen geschaffen. So tragen verschiedene Subventionen zum Erhalt des Projektes bei. Zusätzliches Einkommen erzielt die Knepp Estate durch die Vermietung ehemaliger Farmgebäude zu Wohn- und Wirtschaftszwecken. Insgesamt umfasst der Bestand der von der Knepp Estate vermieteten Gebäude über 150 Einheiten. 2022 kauften Tree und Burrell weitere 1400 Hektar Land hinzu, auf dem sie eine regenerative Landwirtschaft aufbauen wollen. Dieses Projekt soll nicht nach dem Prinzip des Rewilding, sondern als extensive Viehhaltung auf Weideland aufgebaut sein. Ein weiterer Schwerpunkt liegt auf sogenanntem Ökotourismus. Zu dem Projekt gehören Campingmöglichkeiten, sogenanntes Glamping und Safari-Touren durch das Projektgebiet. Die touristische Infrastruktur besteht daneben aus 26 km langen Wanderwegen und fünf Aussichtsplattformen. 2020 besuchten etwa 40.000 Touristen das Projekt. Die zusätzlichen Einnahmequellen sind teilweise in eigene Unternehmen ausgelagert.
Ökonomisch war das Projekt erfolgreich. Statt der meist negativen Bilanzen aus der Zeit vor der Umstellung konnte die Knepp Estate danach meist Gewinne verbuchen. 2018 schrieb der Guardian-Journalist Patrick Barkham, der Betrieb erwirtschafte „heutzutage […]  pro 10-Acre-Feld einen jährlichen Profit von 50.000 £“, was ein Drittel des üblichen jährlichen Einkommens des gesamten Betriebs vor der Umstellung sei. Der Großteil der Einnahmen wird dabei nicht nur durch die Fleischproduktion, sondern aus den Subventionen und der Vermietung der ehemaligen Wirtschafts- und Wohngebäude erzielt. Hinzu kommt, dass die Knepp Estate im Vergleich zu einer konventionellen Farm deutlich weniger Ausgaben für den Unterhalt des Betriebes entrichten muss. Parallel entstanden unmittelbar durch das Projekt sowie indirekt durch den Fleischverkauf und die weiteren Unternehmungen neue Arbeitsplätze.

### Wissenschaftliche Begleitung
Die Knepp Estate hat zur wissenschaftlichen Beratung des Projektes einen Beirat eingesetzt, der neben einigen Projektbeteiligten oder anderweitig mit den Ländereien assoziierten Personen aus Fachleuten von Umweltorganisationen und von akademischen Einrichtungen besteht. Zu den Mitgliedern gehören Charlie Burrell selbst, Vordenker Frans Vera und der britische Biologe John Lawton. Der Beirat hilft unter anderem bei der Ermittlung überschüssiger Pflanzenfresser und steuert die Weiterentwicklung des Projektes. Unterstützung erhält das Projekt von einem Förderverein mit über 2500 Mitgliedern, fachlich wird das Projekt von einem in Vollzeit angestellten Ökologen begleitet.
Daneben existieren Kooperationen mit wissenschaftlichen Institutionen und Umweltorganisationen. Das UK Centre for Ecology & Hydrology begleitet das Knepp Wildland im Rahmen eines Langzeitprojektes zur Untersuchung der Auswirkungen auf Böden, Vegetation und wirbellose Tiere. Neben größeren Studien in unregelmäßigen Abständen finden jährliche Bestandsaufnahmen der Flora und Fauna statt. Allgemeinere Studien untersuchten die Veränderungen an bestimmten Orten mithilfe von fixed point photography oder die Entwicklung der Wasserflächen auf den Ländereien. Daneben nutzt das Projekt Drohnen zur Beobachtung der natürlichen Entwicklung. Das Projekt ermöglicht, in einem großen Bereich die Auswirkungen umfassender Rewilding- bzw. Renaturierungsveränderungen zu beobachten. Die unterschiedlichen Ansätze und Zusammensetzungen in den drei Projektblöcken ermöglichen die Beobachtung unter verschiedenen Auswilderungsbedingungen.

## Auswirkungen auf die Natur

### Landschaft
Durch das Rewilding-Projekt Knepp Wildland wandelte sich das ehemalige Weide- und Ackerland Schritt für Schritt in eine „Naturlandschaft“. Größere Teile des Geländes entwickelten sich zu einem locker bewachsenen Hutewald (wood pasture). Als kolonisierende Pflanzengattungen taten sich vor allem Disteln und Weiden hervor. Eine 2015 durchgeführte Vegetationsstudie ermittelte, dass über 200.000 Quadratmeter dichtes Weidengestrüpp entstanden sei, auf weiteren 300.000 Quadratmetern habe sich lockerer Buschbewuchs entwickelt. Bis 2021 versechsfachte sich die Gesamtgröße der Buschgestrüppe, die Baumbestände vergrößerten sich um über 40 %. Auch die Primärproduktion der Pflanzen erhöhte sich. Die Entwicklungen zeigten sich deutlicher in jenen Arealen des Projektes, die anfangs längere Zeit völlig brach gelegen hatten und auf denen erst später Pflanzenfresser ausgewildert worden waren.
Auf den übrigen Freiflächen entstanden Wildblumenwiesen. Die bestehenden Feuchtgebiete vergrößerten sich. Anhand der renaturierten Abschnitte des Western Adur führte die Environment Agency aus, dass der Fluss sich „wieder mit seinem Überschwemmungsgebiet verbunden“ habe und ein „natürlicheres und gesünderes Flusssystem“ entstanden sei. Daneben verbesserte sich auch die Qualität der Erdböden, der natürliche Hochwasserschutz und die Kohlenstoffdioxid-Speicherkapazität des Bodens. Als Ergebnis des Rewildings entstanden verschiedene Biotopstypen wie Sümpfe, Heideland, Buschland und kleine Wälder. Der amerikanische Fernsehsender CNN beschrieb das Gebiet 2020 als „ein Mosaik aus dichtem Gestrüpp, urtümlichem Weideland und mäandernden Wasserläufen“.

Auswahl verschiedener entstandener Landschaftsformen
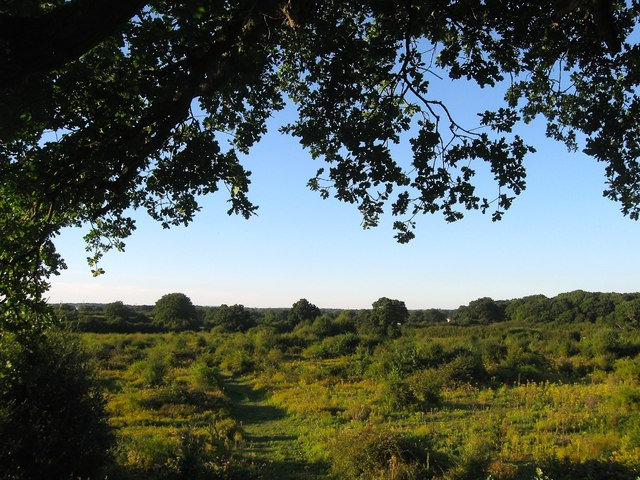
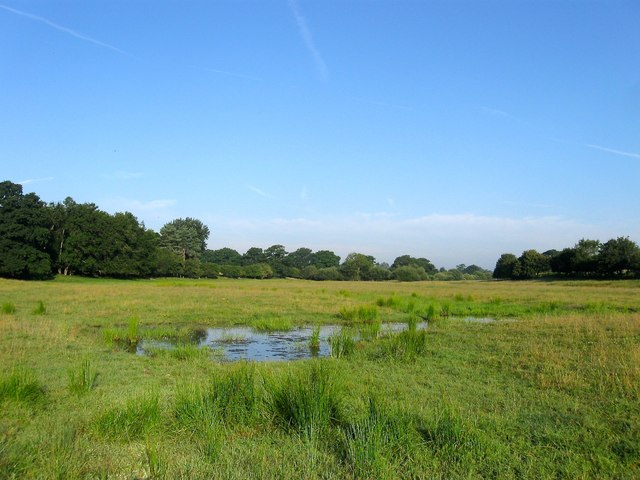
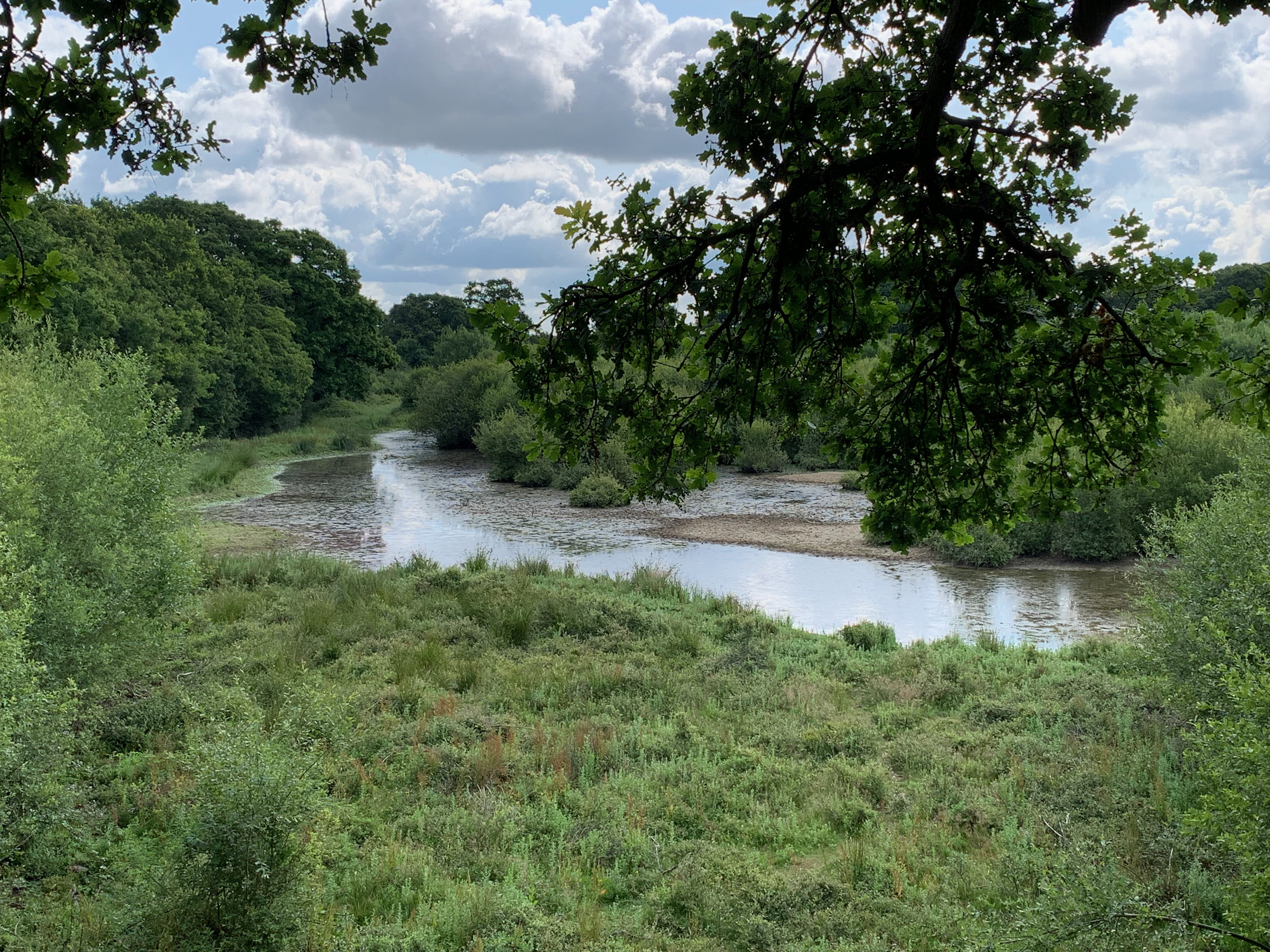
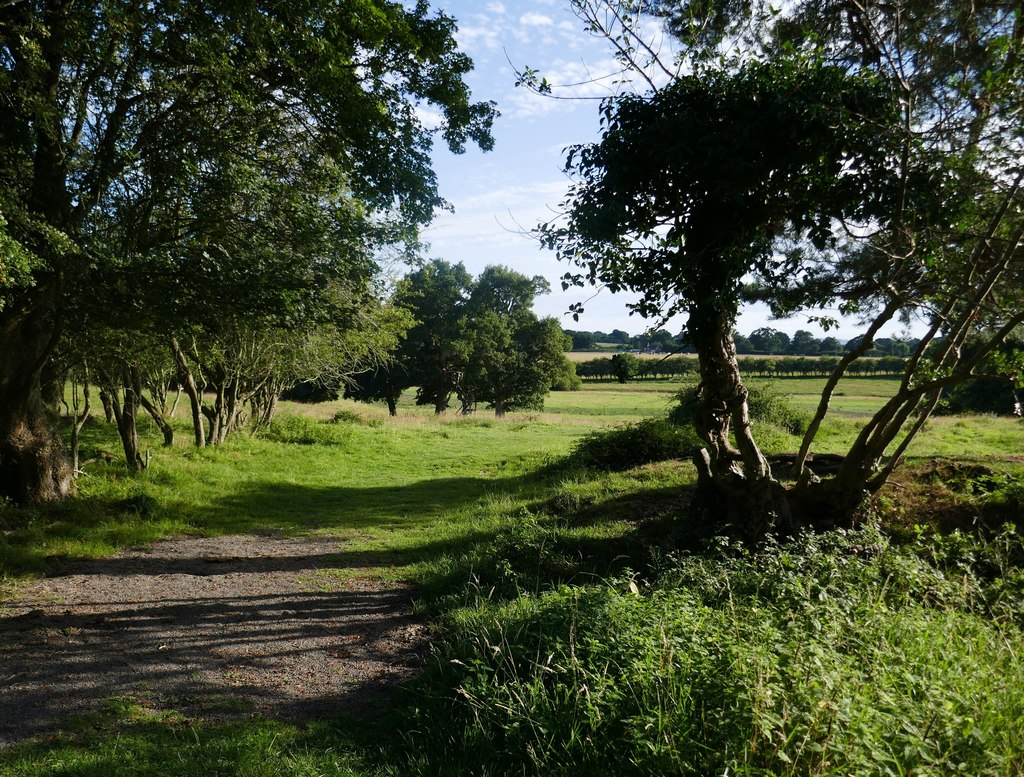

### Flora und Fauna

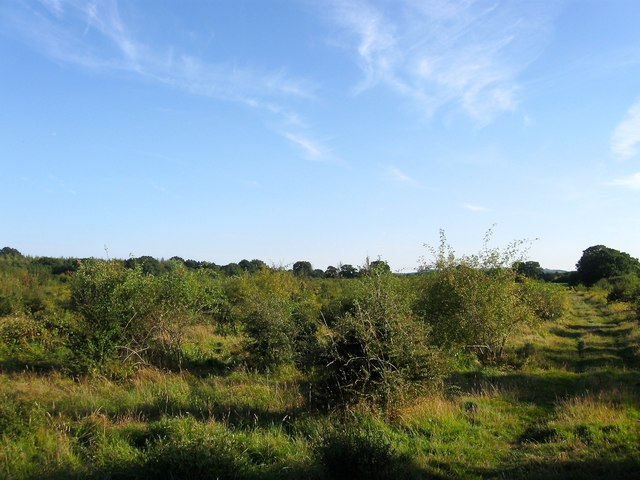
Buschung auf der Knepp Estate, auf einem ehemaligen Acker mit dem Flurnamen Water Croft (2016)

Parallel entwickelte sich auf der Knepp Estate eine vergleichsweise hohe und regional bedeutende Biodiversität. Das Projekt zeigt, dass die Biodiversität von geringfügigen menschlichen Eingriffen, die mit denen von natürlichen Spitzenräubern vergleichbar sind (siehe Fleischproduktion), profitieren kann. Die entstandene Artenvielfalt trägt im Umkehrschluss zu einer natürlichen Balance zwischen den verschiedenen Arten bei. Mitte 2018 konnten auf dem Gebiet des Knepp Wildland über 2600 unterschiedliche Arten nachgewiesen werden. Während sich in der Flora der Buschbestand vor Projektbeginn auf alte Eichenhecken konzentrierte, siedelten sich mit der Verbuschung des Geländes auch andere Arten an. Einen besonderen Anteil hatten Weiden, vor allem die Sal-Weide. Auch Schlehdorn, Weißdorn, Hundsrosen, Haselnuss- und Brombeerbüsche wuchsen an. In den Feuchtgebieten wurde unter anderem die seltene Wasserfeder dokumentiert, während auf den Wiesen unterschiedliche Gräser- und Blumenarten gediehen. Zu den nachgewiesenen Pilzarten gehören unter anderem der seltene Eichen-Feuerschwamm und der Harzige Lackporling.
Die Flora begünstigte die Ansiedelung verschiedener Insektenarten. So wurden unter anderem seltene Käferarten nachgewiesen. Veränderliche Mistkäfer waren die ersten in Sussex nachgewiesenen Tiere ihrer Art seit 50 Jahren. Unterschiedliche Arten der Schmetterlinge und Libellen sind auf der Knepp Estate heimisch geworden, darunter die seltene Libellenart Spitzenfleck. Eine besondere Stellung nimmt der in Knepp seit 2009 nachgewiesene Große Schillerfalter ein, dessen Population mit Stand 2020 als die größte Großbritanniens gilt. Die Knepp Estate nahm die Art in ihr Betriebslogo auf. Zusätzlich wurden mindestens 72 Arten von Spinnentieren, 276 verschiedene Nachtfalterarten und 129 unterschiedliche Arten von Totholzinsekten auf der Knepp Estate aufgefunden. Das Projekt gilt als Beispiel dafür, dass ein fast ungestörtes Weideökosystem mit vergleichsweise geringem Weidedruck der Vielfalt und Anzahl von Gliederfüßern zugutekommt.

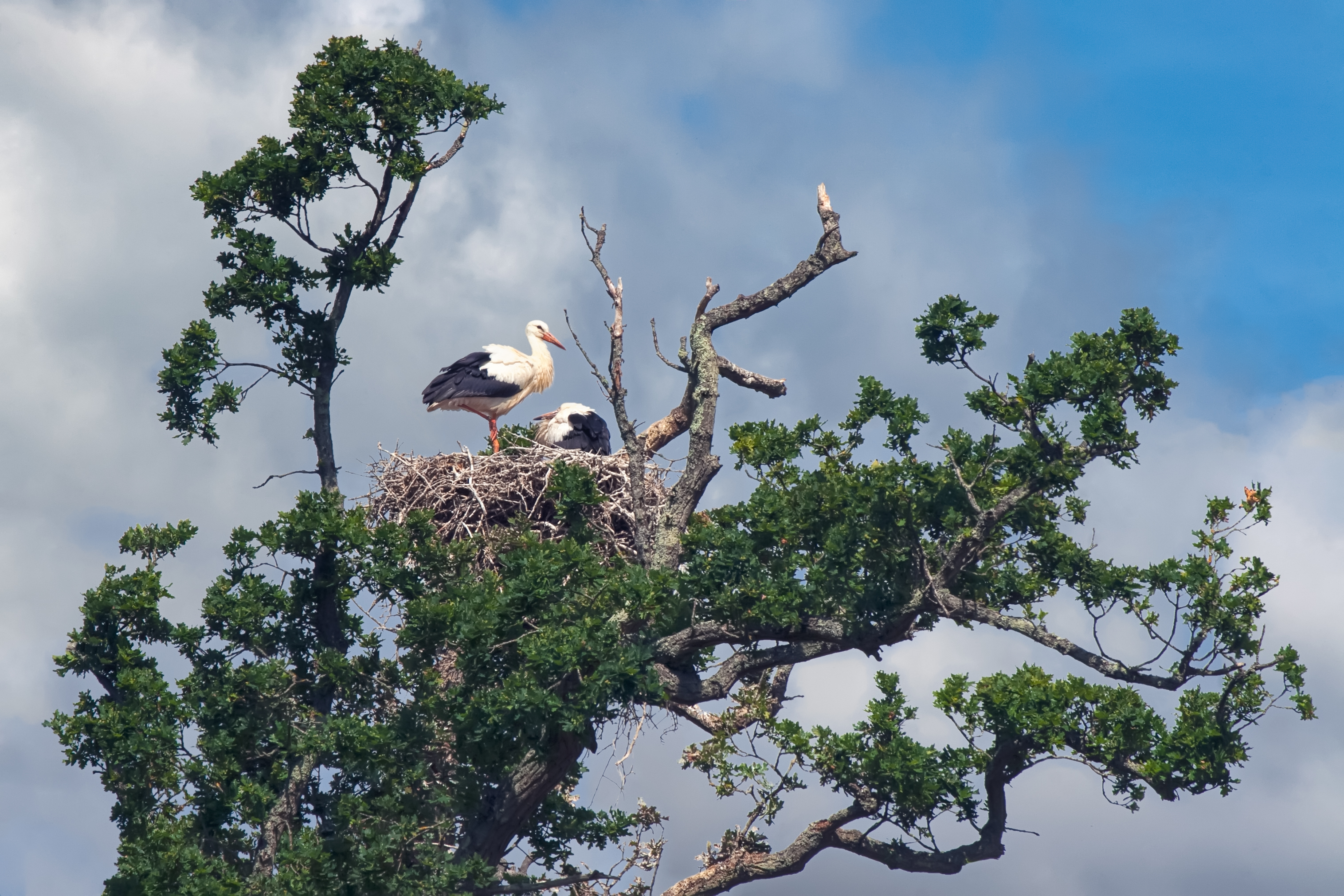
Das Nest des ersten Weißstorchbrutpaars in Großbritannien seit 600 Jahren, aufgenommen wohl Ende Juli 2020

Die Singvogelpopulation auf der Knepp Estate gilt als eine der dichtesten im gesamten Vereinigten Königreich. Die großen Bestände der in Großbritannien sonst seltenen Turteltauben und Nachtigallen auf der Knepp Estate werden dabei regelmäßig hervorgehoben. 2020 wurde auf der Knepp Estate das erste Weißstorchbrutpaar in Großbritannien seit 1416 dokumentiert. Das Brutpaar war das Ergebnis eines Ansiedelungsprogrammes für Weißstörche in England, an dem sich das Projekt beteiligt hatte. Kolkraben kehrten nach hundert Jahren zurück. Insgesamt erwies sich das Projektgebiet als Refugium für in Großbritannien sonst rückläufige Arten. Die Population der sonst seltenen Feldlerche verfünffachte sich beispielsweise. Auch seltene Vogelarten wie Neuntöter, Pirol, Wiedehopf und verschiedene Schnepfenvögel ließen sich auf der Knepp Estate nachweisen. Ebenso wiesen Kuckucke, Kiebitze, fünf verschiedene Eulenarten und dreizehn Fledermausarten Bestände in Knepp auf, darunter die Mopsfledermaus und die Bechsteinfledermaus.
Die Fauna der Knepp Estate umfasst daneben auch Raubtiere wie den Rotfuchs, kleinere Säugetiere wie Hasen, Nagetiere, Amphibien und Ringelnattern. In den renaturierten Bächen konnten Meerforellen aus dem River Adur nachgewiesen werden. Die Anzahl wirbelloser Tierarten beläuft sich auf über 1600.  Über die Grenzen des eigentlichen Projektes hinaus gibt es Bestrebungen, Verbindungsrouten zu anderen naturbelassenen Gebieten herzustellen, um Wildtieren einen Ortswechsel zu vereinfachen. Das 2022 gegründete Projekt Weald to Waves will beispielsweise Raum für einen natürlichen Korridor zwischen dem Knepp Wildland und der Küste des Ärmelkanals schaffen.

## Einordnung
Allgemeinhin gilt das Knepp Wildland als Rewilding-Projekt. Als Besitzer der Ländereien werden Burrell und Tree als „König und Königin des Rewilding“ bezeichnet, wenngleich sie selbst bezweifeln, dass es sich um ein „echtes“ Rewilding-Projekt handelt. Sie verwiesen darauf, dass gesetzliche und praktische Beschränkungen es unmöglich machen, dass – wie beim  Rewilding eigentlich vorgesehen –  eine natürliche Wildnis entstehe. Die Knepp Estate ist trotzdem ein Mitgliedsprojekt der Organisationen Rewilding Britain und Rewilding Europe. Das Knepp Wildland wird zu den Pionieren des Rewilding im Vereinigten Königreich gezählt. Mittlerweile gilt es als das renommierteste Projekt seiner Art im gesamten Vereinigten Königreich, als größtes Rewilding-Projekt im britischen Tiefland und als eines der bekanntesten Beispiele für das Rewilding im Land. Die britische Regierung führte das Projekt 2018 im 25 Year Environment Plan als „interessantes Beispiel“ für das Rewilding ganzer Landschaften an.
Iain J. Gordan und andere klassifizierten das Knepp Wildland 2021 als „Rewilding lite“, das heißt als Zwischenform zwischen konventioneller Weidewirtschaft und unkontrollierten Rewilding-Projekten, während Simon Leadbetter und andere 2023 im Routledge Handbook of Rewilding der „fehlerhaften“ Einordnung als beispielhaftes Rewilding-Projekt ganz und gar widersprachen. Auch wenn das Projekt weniger umweltschädlich sei als die vorherige landwirtschaftliche Nutzung des Gebietes, sei „der Verwaltungsethos der Ländereien […] fest eingebettet in der destruktiven menschlichen Ideologie, die kausal zur Umweltkrise beiträgt.“ Zudem widersprechen Leadbetter und seine Mitautoren der zugrundeliegenden Megaherbivorenhypothese Veras; da sie nicht zutreffe, aber Knepp auf ihr baue, könne im Projekt gar keine richtige Wildnis dem Rewilding entsprechend entstehen.
Neben der Einordnung als Projekt des Rewilding wird der landwirtschaftliche Aspekt des Projektes hervorgehoben. Die Knepp Estate gilt als erster landwirtschaftlicher Betrieb in den Tiefebenen der britischen Inseln, der ein vergleichbares Projekt startete. Es übernimmt damit eine Vorreiterrolle und beeinflusste ähnliche Projekte im Vereinigten Königreich. Der ökonomische Erfolg des Knepp Wildlands demonstriert, dass das Rewilding auch wirtschaftlich als ernsthafte Möglichkeit zur Landnutzung in landwirtschaftlich genutzten Tiefebenengebieten zu betrachten ist. Cain Blythe und Paul Jepson klassifizierten das Projekt 2020 in ihrem Buch Rewilding The Radical New Science Of Ecological Recovery als „Farm Wilding“, eine Variante des Rewilding, die sie als „frei lebende Nutztiere [und] eine Lockerung des Landmanagement“ definierten. Iain J. Gordon und andere ergänzten 2021, dass das Knepp Wildland zeige, wie man konventionelle Nutztiere der Landwirtschaft in Rewilding-Projekte einbinden könne.

## Bewertung
Kritiker beschreiben das Projekt als „unmoralischer Schandfleck, eine Verleugnung unserer Verantwortung, das Land produktiv und gepflegt zu halten“, „verschwendetes Land“ und „ein Affront gegen kulturelle Werte“. Landwirte bezweifeln, dass das Projekt Vorbild für andere landwirtschaftliche Betriebe sein könne und verweisen auf die privilegierten Bedingungen, die das Projekt begünstigt haben. Traditionelle Naturschützer behaupten, dass die Pflanzenfresser die Landschaft zu sehr abgrasen. Ein solches Overgrazing erwies sich bereits in Oostvaardersplassen als problematisch. Umstritten waren auch einzelne Projektbestandteile, wie die Wiederansiedelung von Weißstörchen und Bibern auf der Knepp Estate, zwei Tierarten, die jahrhundertelang auf den britischen Inseln ausgestorben waren. Befürworter eines völligen Rewilding kritisieren, dass das Projekt als nach außen hin abgezäuntes Gebiet ohne natürliche Spitzenprädatoren zu inkonsequent und zu wenig weitreichend sei. Die Fleischproduktion und andere menschliche Eingriffe verhinderten, dass eine echte Wildnis entstehe.
Befürworter heben hervor, dass das Projekt die Möglichkeit einer Koexistenz landwirtschaftlicher Betriebsstrukturen und natürlich gestalteter Lebensräume zeige. Rewilding und nachhaltige, extensive Viehhaltung könnten in einen Wirtschaftsbetrieb integriert werden. Der Journalist Patrick Barkham bewertete das Projekt 2018 im Guardian als „neuen Typ der Landwirtschaft“. Daneben sah er im Projekt auch Impulse im Bereich des Naturschutzes. Das Projekt lasse der Natur weitgehend freien Lauf und verzichte selbst auf einen besonderen Schutz gefährdeter Arten. Ebenso habe das Projekt keine Aversion gegen Gestrüpp (scrub-bashing), wie sie Barkham bei traditionellen Naturschützern festgestellt haben will. Aus ökologischer Sicht wurde das Projekt als „Wegweiser für ein gesundes Ökosystem“ beschrieben. Für den Biologen John Lawton ist das Knepp Wildland „eines der aufregendsten Naturschutzprojekte im Vereinigten Königreich und […] in Europa“. Es erfülle ihn „mit Hoffnung“, dass man „die Natur nur 16 Meilen vom Gatwick Airport entfernt in einem solchen Ausmaß zurückbringen“ könne. Für die Organisation Rewilding Britain verdeutliche das Knepp Wildland, dass auch „kostengünstige Methoden einer ökologischen Wiederherstellung hocheffektiv sein können“. Eine von der Europäischen Kommission beauftragte Studie über die Bedeutung europäischer Anwesen sah das Projekt als „exzellentes Beispiel, welchen Beitrag europäische Anwesen im Familienbesitz für die Umwelt leisten können“.
Differenziert äußerte sich 2018 Tobias Phibbs, der das Knepp Wildland am Rande einer Studie der Fabian Society über das Wählerpotential der Labour Party in ländlichen Gegenden besprach. Zwar verlaufe das Projekt an sich erfolgreich, doch Phibbs bezweifelte, dass es als Vorbild für andere Projekte taugen könne. Zum einen sei der Boden in der Knepp Estate untauglich für die konventionelle Landwirtschaft, was anderswo nicht der Fall sein müsse, zum anderen profitiere die Knepp Estate von ihrer Rolle als Vorreiter und der damit verbundenen Aufmerksamkeit. Er zeigte sich skeptisch, ob bei vergleichbaren Projekten der touristische Andrang und die damit verbundenen Einnahmen ähnlich groß sein würden. Ein Wandel in der Bewertung zeigte sich bei Einwohnern im Umkreis der Knepp Estate. In den ersten Jahren gehörten sie weitgehend zu den Kritikern des Projektes. Viele standen dem Projektansatz skeptisch gegenüber und bewerteten ihn als Verschwendung von Nutzland, Verantwortungslosigkeit oder Faulheit. Auch wurde angezweifelt, dass das Projekt in die historische Kulturlandschaft von Sussex passe. 2021 zeigten Rachel Orchard und Carijn Beumler, dass das Projekt mittlerweile positiver gesehen wurde, obwohl Bedenken nicht verschwunden waren. Gleichzeitig stellten sie fest, dass das Projekt bei den befragten Personen auch die Raumwahrnehmung und die Meinung zur Natur, dem Wildleben und zur konventionellen Landwirtschaft beeinflusst hatte.

## Darstellungen in den Medien
Isabella Tree veröffentlichte 2018 das Buch Wilding. The Return of Nature to a British Farm, das einen Überblick über die Methoden, den Fortgang des Rewilding und die ökologischen Auswirkungen des Projektes geben soll. Es wurde auf dem britischen Buchmarkt ein Bestseller, bekam aber auch international Aufmerksamkeit. Dem Projekt verhalf Wilding zu größerer Bekanntheit. 2023 wurde das Buch unter dem gleichen Titel verfilmt und kam 2024 in die Kinos. Seit 2020 publiziert die auf der Knepp Estate angestellte Ökologin Penny Green den Knepp Wildland Podcast, der Einblicke in das Projektgeschehen geben soll. Generell setzt das Projekt auf eine Erzählstrategie, die der Naturschutzwissenschaftler Paul Jepson mit Erzählungen von der Genesung mentaler Probleme vergleicht: Zunächst habe die Knepp Estate eine Krise durchlebt, doch hätten die ersten praktischen Umsetzungen für einen Hoffnungsschimmer gesorgt, durch den man die Prioritäten des Betriebes überprüft habe. Das sei der Start für die Neuerfindung des ganzen Betriebes hin zu etwas Besserem gewesen.
Unabhängig von den hauseigenen Darstellungen wurde das Projekt in verschiedenen Medienberichten aufgegriffen, die das Projekt hauptsächlich in einem positiven Licht darstellten. Der britische Naturfilmer David Attenborough porträtierte das Projekt in mehreren seiner Werke. In seinem Buch Ein Leben auf unserem Planeten (2020) diskutierte er es als Beispiel für die Möglichkeit, die weltweite Biodiversität zu erhöhen, mehr Kohlenstoffdioxid auf natürliche Weise zu speichern und gleichzeitig natürliche Kreisläufe zu stabilisieren. Das Buch war der Frage gewidmet, wie die gegenwärtige globale Erwärmung aufgehalten werden könne. Das Knepp Wildland beschrieb er dabei als „zukunftsweisende[n] Freilandhof“. 2021 lobte er das Projekt in der BBC-Dokumentation The Earthshot Prize: Repairing Our Planet für das Bestreben, „mit der Natur und nicht gegen sie zu arbeiten“. 2022 stellte er die Knepp Estate in seiner Dokumentation Attenborough’s Wonder of Song als bedeutenden Brutplatz der Nachtigall vor.

## Veröffentlichungen (Auswahl)
- Charles Burrel, 10. Baronet, Theresa Greenaway: Knepp Castle Estate Wildland Project. In: Ian D. Rotherham, Christine Handley (Hrsg.): Animals, Man and Treescapes. The interactions between grazing animals, people and wooded landscapes (= Landscape Archaeology and Ecology. Band 9). Wildtrack Publishing, 2011, ISBN 978-1-904098-24-9, ISSN 1354-0262, S. 146–159.
- Knepp Castle Estate (Hrsg.): Knepp Wildland Project: Year 10 for the re-wilding project. Knepp Castle, Horsham 2011 (squarespace.com [PDF]).
- Isabella Tree: Wilding: The Return of Nature to a British Farm. Picador, London 2018, ISBN 978-1-5098-0509-9.
  - deutsch: Isabella Tree: Wildes Land: Die Rückkehr der Natur auf unser Landgut. DuMont Buchverlag, Köln 2022, ISBN 978-3-8321-8182-6.
  - Verfilmung: Wildes Land - Die Rückkehr der Natur, 2023, Polyfilm